# Tarka vércse

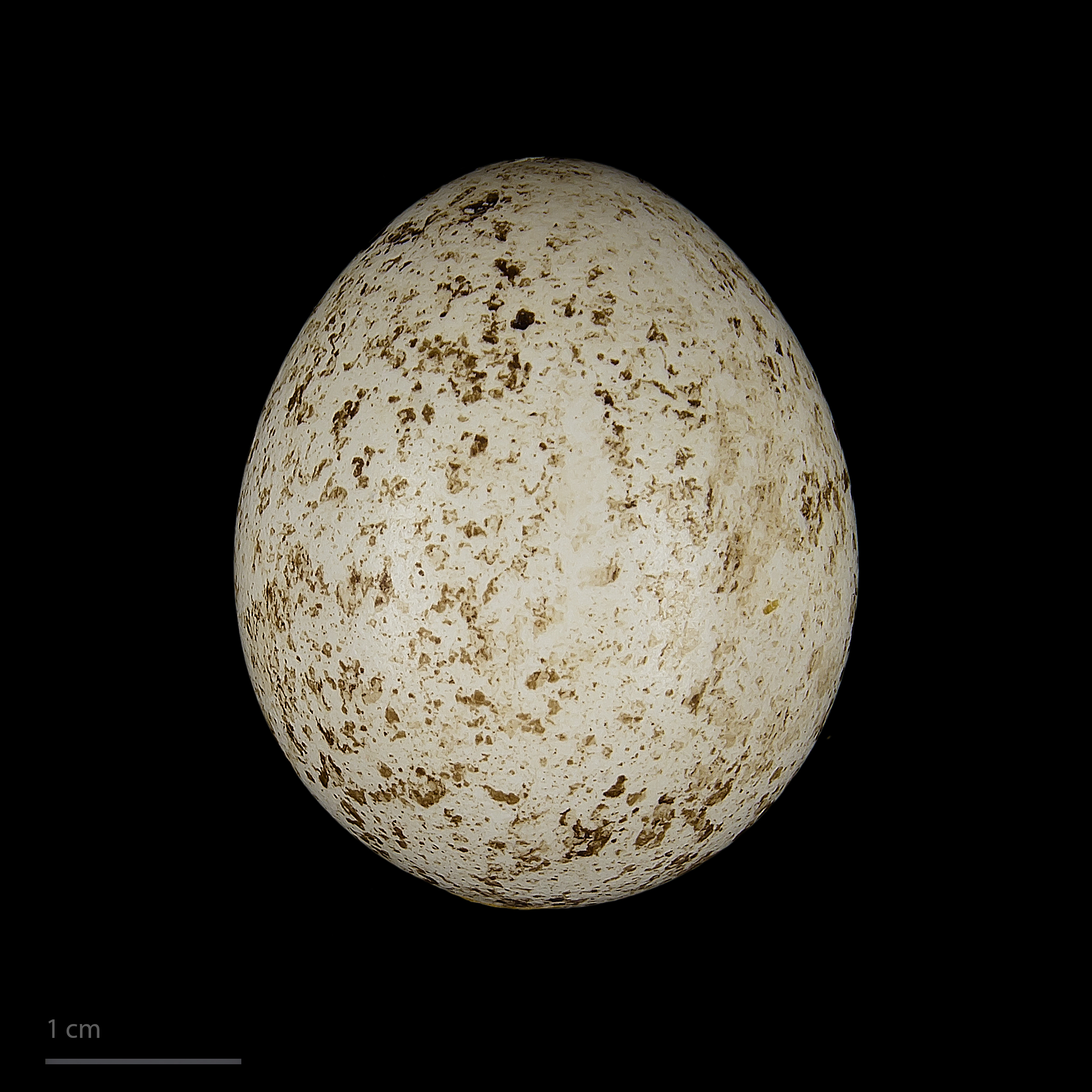
Falco sparverius

A tarka vércse (amerikai tarka vércse, Falco sparverius) a madarak osztályának sólyomalakúak (Falconiformes) rendjéhez, azon belül a sólyomfélék (Falconidae) családjához tartozó faj.

## Származása, elterjedése
Észak-Amerika, Közép-Amerika és Dél-Amerika jelentős területén honos.

## Alfajai
- Falco sparverius aequatorialis
- Falco sparverius brevipennis
- Falco sparverius caribaearum
- Falco sparverius caucae
- Falco sparverius cearae
- Falco sparverius cinnamonimus
- Falco sparverius dominicensis
- Falco sparverius fernandensis
- Falco sparverius isabellinus
- Falco sparverius nicaraguensis
- Falco sparverius ochraceus
- Falco sparverius paulus
- Falco sparverius peninsularis
- Falco sparverius peruvianus
- Falco sparverius sparverioides
- Falco sparverius sparverius
- Falco sparverius tropicalis

## Megjelenése, felépítése
A tojó testthossza 23–28 centiméter, szárnyfesztávolsága 53–61 centiméter, testtömege 160–210 gramm, a hím testhossza 20–25 centiméter, szárnyfesztávolsága 51–56 centiméter, testtömege pedig 110 gramm. A feje teteje, tarkója és arcának egy része kékesszürke. Az arc eleje és két folt fehéres. Szárnyai kékesszürkék, fekete mintázattal. Háta vörösesbarna. Farka vörösesbarna, farok vége fekete, fehér vízszintes csíkokkal díszített. Hasi része világos, fekete foltokkal.
|  |  |

## Életmódja, élőhelye
A gyengébb sólymok közé tartozik, ezért csak kisebb és gyengébb zsákmányra vadászik. Nyáron nagyobb rovarokat, télen kisebb rágcsálókat és madarakat zsákmányol.

### Szaporodása
Sziklákra, barlangokba rakja a fészkét, de lefoglalja a mesterséges odúkat és más madarak fészkét is.